# Valdemar de Brandebourg
Pour les articles homonymes, voir Valdemar.
Valdemar ou Woldemar dit le Grand (en allemand : Waldemar der Große), né vers 1280 et mort le 14 août 1319 à Bärwalde, prince de la maison d'Ascanie, est corégent de la marche de Brandebourg à partir de 1302 puis seul margrave souverain de 1308 à sa mort. Dès l'an 1318, il fut tuteur de son cousin mineur Henri II.

## Biographie
Valdemar est le troisième fils du margrave Conrad Ier de Brandebourg († 1304) et de son épouse Constance († 1281), fille du duc Przemysl Ier de Grande-Pologne. Son père, fils cadet du margrave Jean Ier fut co-régent du Brandebourg conjointement avec ses frères aînés Jean II († 1281) et Othon IV († 1308) depuis 1266. Cette branche de la maison d'Ascanie régna sur les domaines de l'Altmark à Stendal, les pays de la Havel et l'Uckermark.
Au-delà du pays de Lebus à l'est, acquis par les margraves de Brandebourg vers l'an 1249, Conrad a été impliqué dans un conflit opposant le duc Mestwin II de Poméranie à son oncle Sambor II de Tczew et à son frère cadet Warcisław. En prenant parti pour Mestwin, l'armée de Conrad lance une offensive sur la Poméranie orientale (Pomérélie) et prit la ville de Gdańsk (Dantzig) en 1271. L'année suivante, toutefois, ses forces ont été expulsées par le duc polonais Boleslas le Pieux. À la mort de Mestwin II sans enfants en 1294, Przemysl II, duc de Grande-Pologne, prend possession de la Pomérélie.

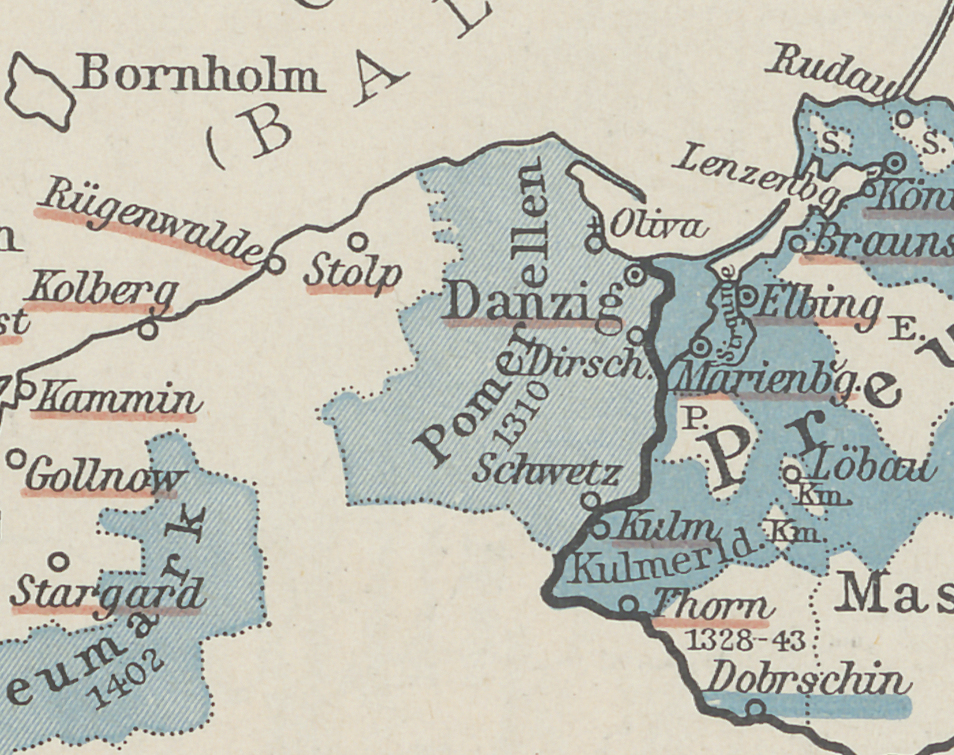
Dantzig et la Pomérellie furent vendus à l'ordre Teutonique.

Co-régent depuis 1302, Valdemar succedait à son père en 1304. À la mort de son oncle Othon IV en 1308, il est devenu le souverain unique du Brandebourg (son cousin Jean V était encore mineur). Peu de temps après, il occupa à nouveau la forteresse de Dantzig (de) avec pour conséquence que le castellan polonais appelait l'ordre Teutonique à l'aide. Lorsqu'une armée des chevaliers avec Heinrich von Plötzke à la tête se rapprochait de la ville, les Brandebourgeois se sont retirés. Dans la nuit du 12 au 13 novembre 1308, Dantzig fut pris d'assaut par les chevaliers.
Finalement, Valdemar cède ses droits sur Dantzig et la Pomérélie à l'ordre Teutonique contre 10 000 marcs d'argent au traité de Soldin conclu le 13 septembre 1309. Quelques décennies plus tard, en 1343, le roi Casimir III de Pologne reconnaît cette acquisition par le traité de Kalisz. Valdemar y conserve cependant les châtellenies de Słupsk (Stolp) et de Sławno (Schlawe). Mais dès 1317 ces fiefs sont rétrocédés avec la ville de Darłowo (Rügenwalde) au duc Warcisław IV de Poméranie-Wolgast faisant partie de la Poméranie ultérieure.
En 1309, Valdemar épouse sa cousine Agnès (1298–1334), fille du margrave Hermann Ier de Brandebourg, ayant bénéficié d'une dispense papale. Néanmoins, leur union reste stérile.
Dans un conflit des marches de Landsberg et de Lusace, Valdemar combat en 1312 le margrave Frédéric Ier de Misnie, le fait prisonnier et le contraint le 14 avril à signer le traité de Tangermünde. En 1316 il s'empare de la seigneurie de Dresde en Misnie, puis en 1319 rattache les domaines de Sulechów (Züllichau) et Świebodzin (Schwiebus) en Silésie à ses possessions.
En outre, Valdemar hérite de ses oncles Othon IV et Hermann Ier un conflit latent avec les princes de Mecklembourg et les ducs de Poméranie. En 1314, les citoyens de Stralsund s'allient avec le margrave contre les forces du prince Henri II de Mecklembourg. L'année suivante, Valdemar occupe le fief de Stargard, mais au cours de cette « guerre des Margraves », ayant perdu la bataille de Gransee contre le prince Henri II, il doit le restituer à l'issue de la paix de Templin, conclue le 25 novembre 1317.
Le margrave Valdemar meurt en 1319. Son jeune cousin Henri II le Jeune lui succède à la tête de la Marche. La mort prématurée de ce dernier, un an plus tard, marque l'extinction de la dynastie de la maison d'Ascanie.

## Imposture
En 1348, un vieillard se présente devant l'archevêque de Magdebourg, se donne pour le véritable margrave Valdemar, venant juste de rentrer du pèlerinage qu'il avait entrepris en Terre sainte. Il laissait entendre que l'homme inhumé en 1319 était un imposteur. Avec l'appui du duc de Saxe-Wittenberg et de l'archevêque de Magdebourg, l'empereur Charles IV qui cherchait à embarrasser son rival de la maison de Wittelsbach l'investit aussitôt de la Marche de Brandebourg, à condition qu'il cède la Lusace, jusqu'à ce que le faux Valdemar, en réalité un paysan, soit confondu en 1350.

## Monuments

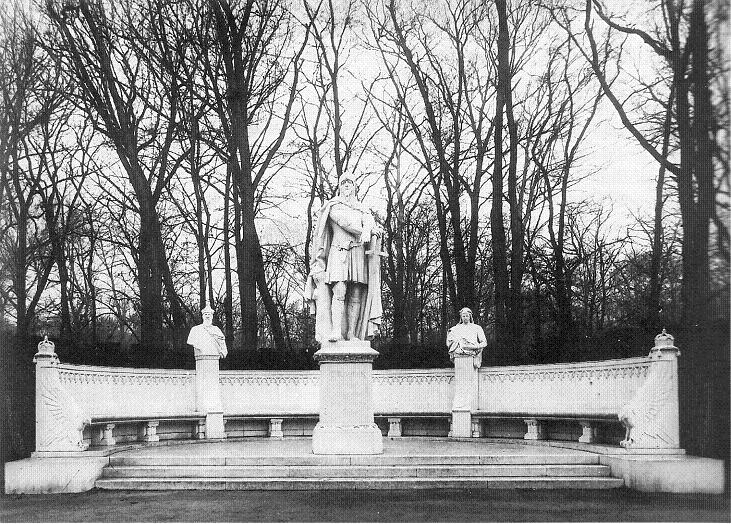
Monument de la Siegesallee à Berlin, aujourd'hui disparu.

- La statue de Max Unger (1894) sur le Pont-au-Moulin (Fischerbrücke) à Berlin-Neukölln serait (selon Lehnert[3] le prototype de la première statue de l'allée des Victoires (Siegesallee) à Berlin.
- La statue centrale de l'ensemble sculptural n°8 de l'allée des Victoires (1900) est l'œuvre de Reinhold Begas ; les personnages secondaires représentent Siegfried von Feuchtwangen et Heinrich Frauenlob.

## Sources
- (de) Richard George (éd.): Hie gut Brandenburg alleweg! Geschichts- und Kulturbilder aus der Vergangenheit der Mark und aus Alt-Berlin bis zum Tode des Großen Kurfürsten, Verlag von W. Pauli's Nachf., Berlin 1900.
- (de) Uta Lehnert: Der Kaiser und die Siegesallee. Réclame Royale, Dietrich Reimer Verlag, Berlin 1998,  (ISBN 3-496-01189-0).
- Anthony Stokvis, Manuel d'histoire, de généalogie et de chronologie de tous les États du globe, depuis les temps les plus reculés jusqu'à nos jours, préf. H. F. Wijnman, éditions Brill Leyde 1890-1893, réédition 1966, volume III, chapitre VIII « Généalogie des Margraves de Brandebourg. Maison d'Ascanie » . Tableau généalogique n° 7.